# Ана Петровић (илустраторка)
Ана Петровић (Београд, 1989) српска је ликовна уметница, илустраторка и стрип ауторка. Бави се илустровањем и ликовним опремањем књига и других публикација за децу и одрасле. Ауторка је стрипа Тони Зец, који објављује на друштвеним мрежама и књиге Стрипотерапија, за коју је добила награду Душан Радовић.

## Образовање
Средњошколско образовање и звање техничар дизајна амбалаже Ана Петровић стекла је у београдској Школи за дизајн. Дипломирала је на Факултету примењених уметности у Београду 2012. године. Годину дана касније, на истом факултету, завршила је и мастер студије, модул – примењена графика, атеље графика и књига, предмет – илустрација. Године 2015. краће време је студијски боравила у Малмеу (Шведска), где је имала прилику да ради у Центру за стрип уметност.

## Професионални рад
Као илустраторка Ана Петровић сарађује са више издавачких кућа. Илустровала је неколико популарних књига за децу. Такође је и ауторка популарног стрипа Тони Зец, који објављује на друштвеним мрежама. Године 2022. објавила је и своју прву стрип књигу под називом Стрипотерапија, за коју је добила награду Душан Радовић, годишњу награду коју од 2021. Град Београд и Библиотека града Београда додељују за књижевност за децу и младе у оквиру свих жанрова у претходној години.
Често сарађује са невладином организацијом Ц31 – Центар за развој културе дечјих права, радећи на пропратном визуелном материјалу. Стални је сарадник књижевног фестивала за децу Крокодокодил. Учесница је различитих пројеката који промовишу стваралаштво за децу, више заједничких изложби.

## Награде
- Награда Душан Радовић за књигу Стрипотерапија (2023)